# Лігота (Тшебницький повіт)
Лігота (пол. Ligota) — село в Польщі, у гміні Тшебниця Тшебницького повіту Нижньосілезького воєводства.
Населення — 244 особи (2011).
У 1975-1998 роках село належало до Вроцлавського воєводства.

## Демографія
Демографічна структура станом на 31 березня 2011 року:
|          | Загалом | Допрацездатний вік | Працездатний вік | Постпрацездатний вік |
| -------- | ------- | ------------------ | ---------------- | -------------------- |
| Чоловіки | 117     | 32                 | 79               | 6                    |
| Жінки    | 127     | 30                 | 78               | 19                   |
| Разом    | 244     | 62                 | 157              | 25                   |